# Fredrik Sjöberg (konstnär)
Hildor Fredrik Sjöberg, född 27 maj 1877 i Sundsvall, Västernorrlands län, död 6 augusti 1948 i Frötuna församling, Stockholms län, var en svensk ritare och målare.
Sjöberg som i början av 1900 var verksam som ritare i Stockholm han var även verksam som konstnär och utförde ett flertal porträtt på beställning. Tillsammans med Arne Cassel, Johan Heurlin, Carl Kylberg och Einar Palme ställde han ut på Svensk-franska konstgalleriet i Stockholm 1927. Målningen Fiskare i Bretagne förvärvades vid utställningens slut av Nationalmuseum. Hans konst består förutom porträtt av landskapsskildringar från Frankrike utförda i olja.